# King Charles's Castle
King Charles's Castle (ook King Charles' Castle genoemd) is een ruïne en beschermd monument op het eiland Tresco in de Scilly-eilanden, ten westen van het Engelse graafschap Cornwall. Het bouwwerk was een fort op de heide in het westen van het eiland die als Castle Down bekendstaat, gelegen aan de zeestraat tussen Tresco en het naburige eiland Bryher. De ruïnes liggen 40 meter boven de zeespiegel en werden waarschijnlijk tussen 1550 en 1554 gebouwd, tijdens de regering van Eduard VI van Engeland; ze danken hun huidige naam echter aan Karel II van Engeland, wiens troepen het in 1651 bezetten.

## Beschrijving

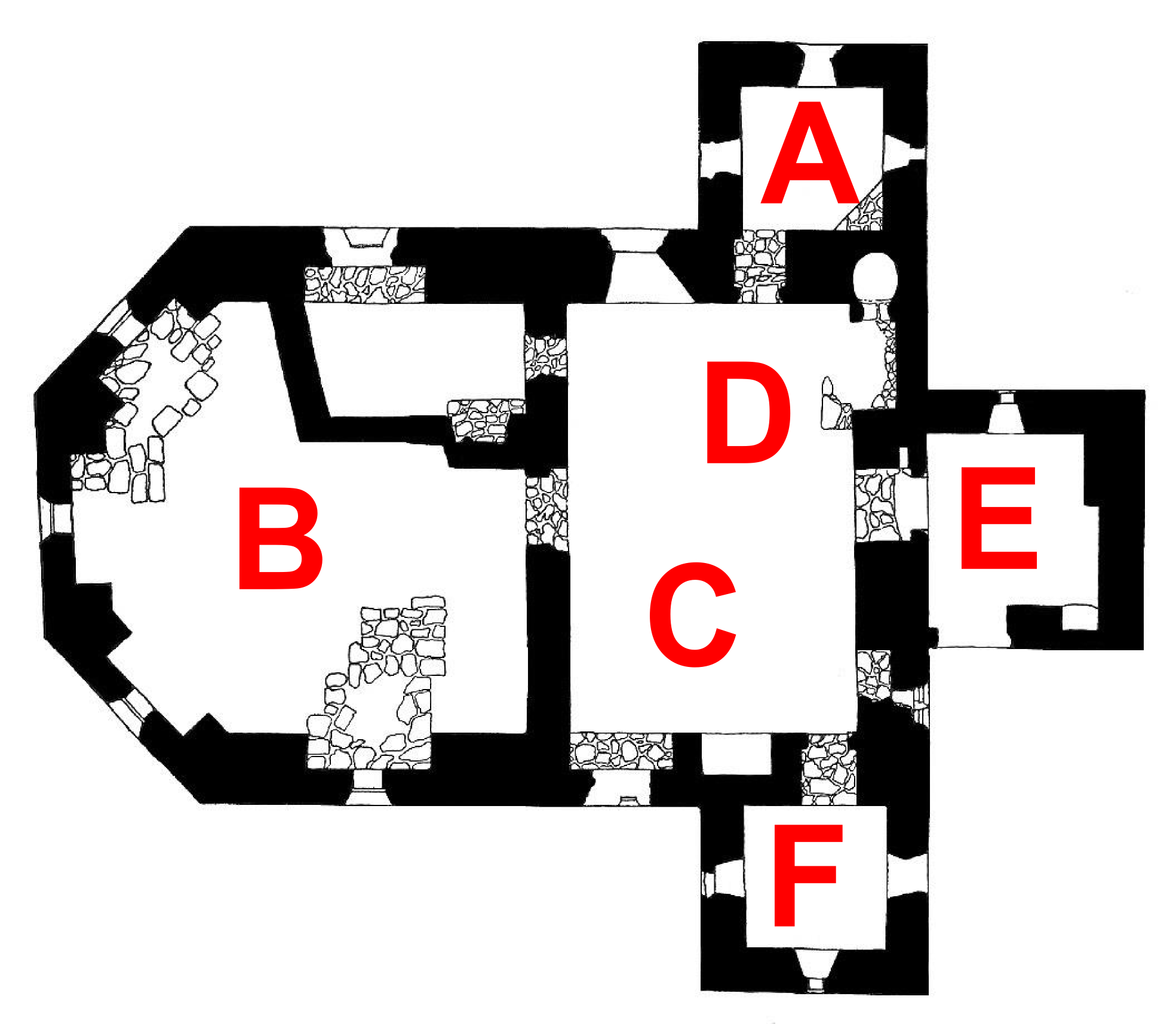
Plattegrond van het fort

De constructie van King Charles's Castle, als een hoekig bastion in de vroege Tudor-stijl, was ouderwets voor haar tijd. Dit relatief kleine fort van ongeveer 20 meter lang had een kruisvormige opbouw. De westelijke zijde, die oorspronkelijk twee verdiepingen had, had een bijna zeshoekige vorm met schietgaten. Hier waren de kanonnen opgesteld waarmee invallende schepen, die de haven van New Grimsby wilden aanvallen, in vijf richtingen beschoten konden worden. De vijf schietgaten op de benedenverdieping zijn bewaard; van de bovenverdieping is de bredere spleet in de zuidoostelijke hoek gereconstrueerd. Het oostelijke, landinwaarts gerichte deel van de vesting bezat een hal met keuken en aan weerszijden een kamer die waarschijnlijk een slaapvertrek was. De ingang van de hal was beschermd door een kamer voor de wachter. In de keuken is een broodbakoven bewaard. Een latere toevoeging was een woonkamertje in de noordoostelijke hoek van de schietkamer. De ingang tot de hal heeft een vierhoekige boog en een gat voor een grendelstang. Aangezien de oostelijke zijde van het fort niet beschut was, werd tijdens de Engelse Burgeroorlog aan deze kant een aarden wal opgehoopt.
Vermoedelijk had de vesting een buitenhof. Er zijn sporen van een lage aarden wal, die vanaf King Charles's Castle oostwaarts verloopt. In het midden van deze wal bevindt zich een compleet bolwerk en aan het oostelijke uiteinde een half; de bouwwijze suggereert dat ze van circa 1550 dateren. Ten noorden van het fort bevindt zich een batterij uit de Engelse Burgeroorlog. Tussen het fort en de batterij ligt een sleuf in het landschap waar in de zeventiende eeuw kortstondig een poging tot tinontginning ondernomen werd.

## Geschiedenis
In 1551 werd op het grootste eiland van Scilly, St. Mary's, begonnen met de bouw van een vesting ter verdediging van de haven aldaar, die tegenwoordig Hugh Town heet. Deze bouwwerkzaamheden werden vroegtijdig beëindigd omdat de ligging van het fort niet doeltreffend was; de restanten ervan staan bekend als Harry's Walls. In plaats daarvan concentreerde Eduard VI zich op de versterking van het eiland Tresco. Van begin af aan was King Charles's Castle (dat nog niet die naam droeg) echter eveneens slecht gesitueerd: door de grote hoogte op een klip boven de zee moesten de kanonnen naar beneden worden gericht, met als gevolg dat de kogels eruit rolden voordat ze afgevuurd konden worden. De vesting boette tegen 1590 aan belang in door de bouw van Star Castle op St. Mary's.
Karel Stuart, toen nog prins van Wales, verbleef van 4 maart tot 16 april 1646 op de Scilly-eilanden, toen hij op de vlucht was voor het leger van Oliver Cromwell, dat inmiddels Cornwall veroverd had. Hij verdreef de tijd met boottochtjes terwijl zijn kleine hofhouding in ballingschap zich over de te volgen strategie beried. Uiteindelijk vluchtten ze verder naar Jersey; nadien heeft Karel de archipel niet meer bezocht. In 1651, toen hij door Schotland tot koning Karel II was uitgeroepen, bezetten zijn aanhangers het oude fort op Tresco om mogelijke aanvallen van Roundheads af te weren. Dit was vergeefs: de republikeinen omzeilden de vesting en landden aan de andere kant van het eiland, dat ze vervolgens veroverden. Desalniettemin heeft de naam King Charles's Castle beklijfd.
Na de verovering ontmantelden Cromwells soldaten het fort. Met de bouwmaterialen bouwden ze ten westen van de heuvel, op een veel lagere hoogte, Cromwell's Castle. Deze vesting was een efficiënter verdedigingsbolwerk en is grotendeels bewaard.
King Charles's Castle en Cromwell's Castle worden beide beheerd door English Heritage. Ze zijn het hele jaar door gratis toegankelijk.

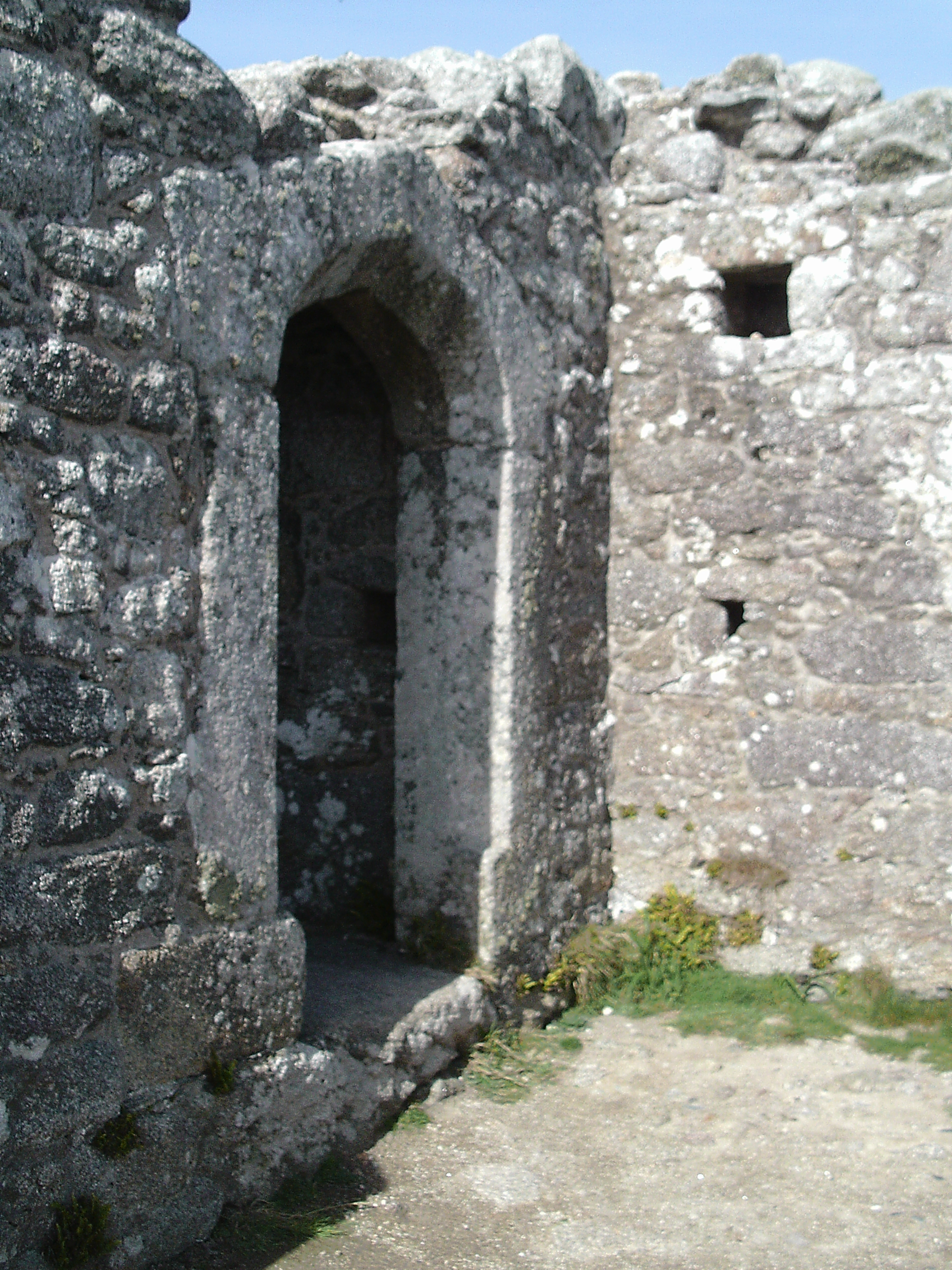
Hoofdingang
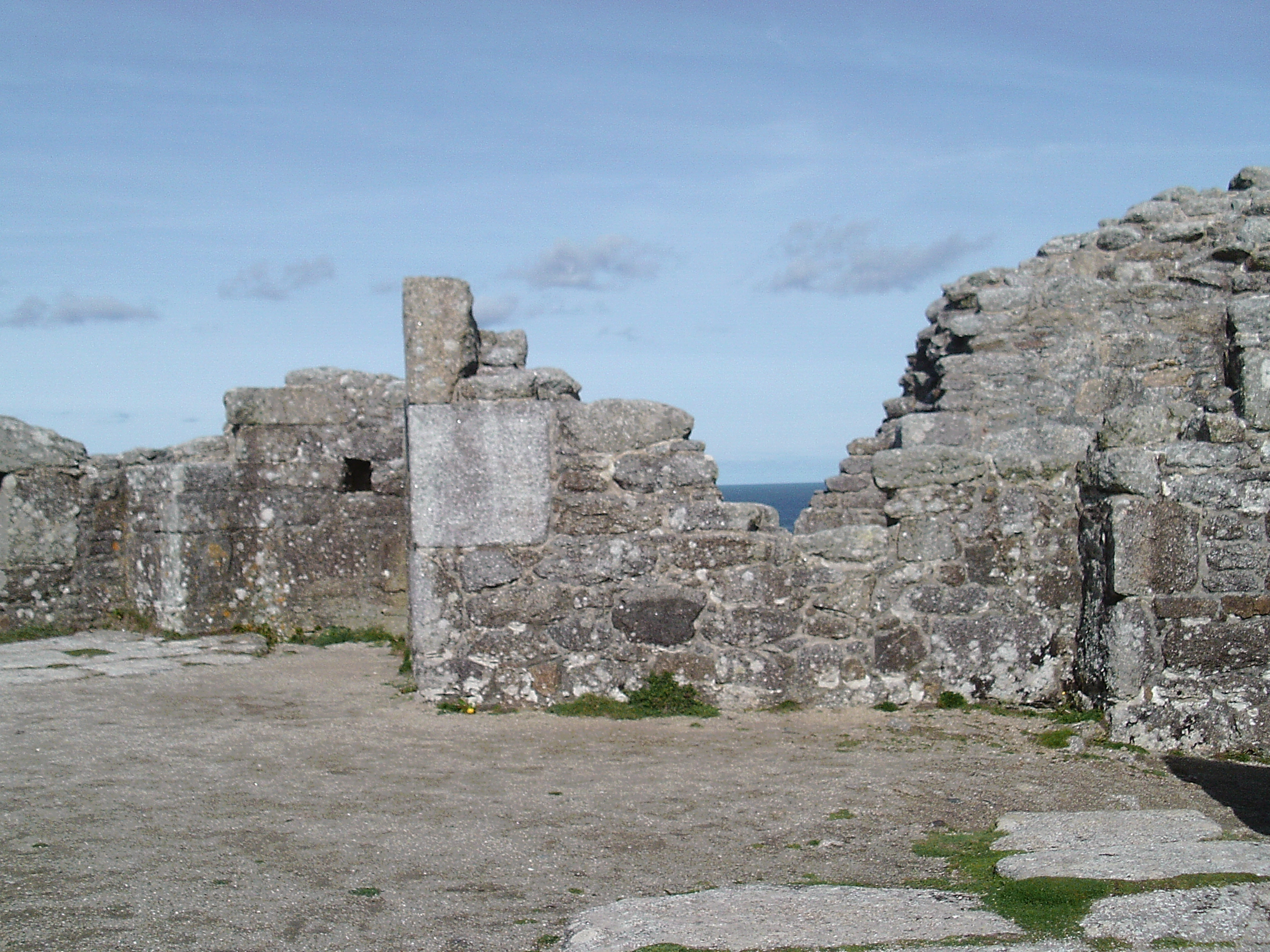
De hal, links de kanonnenkamer
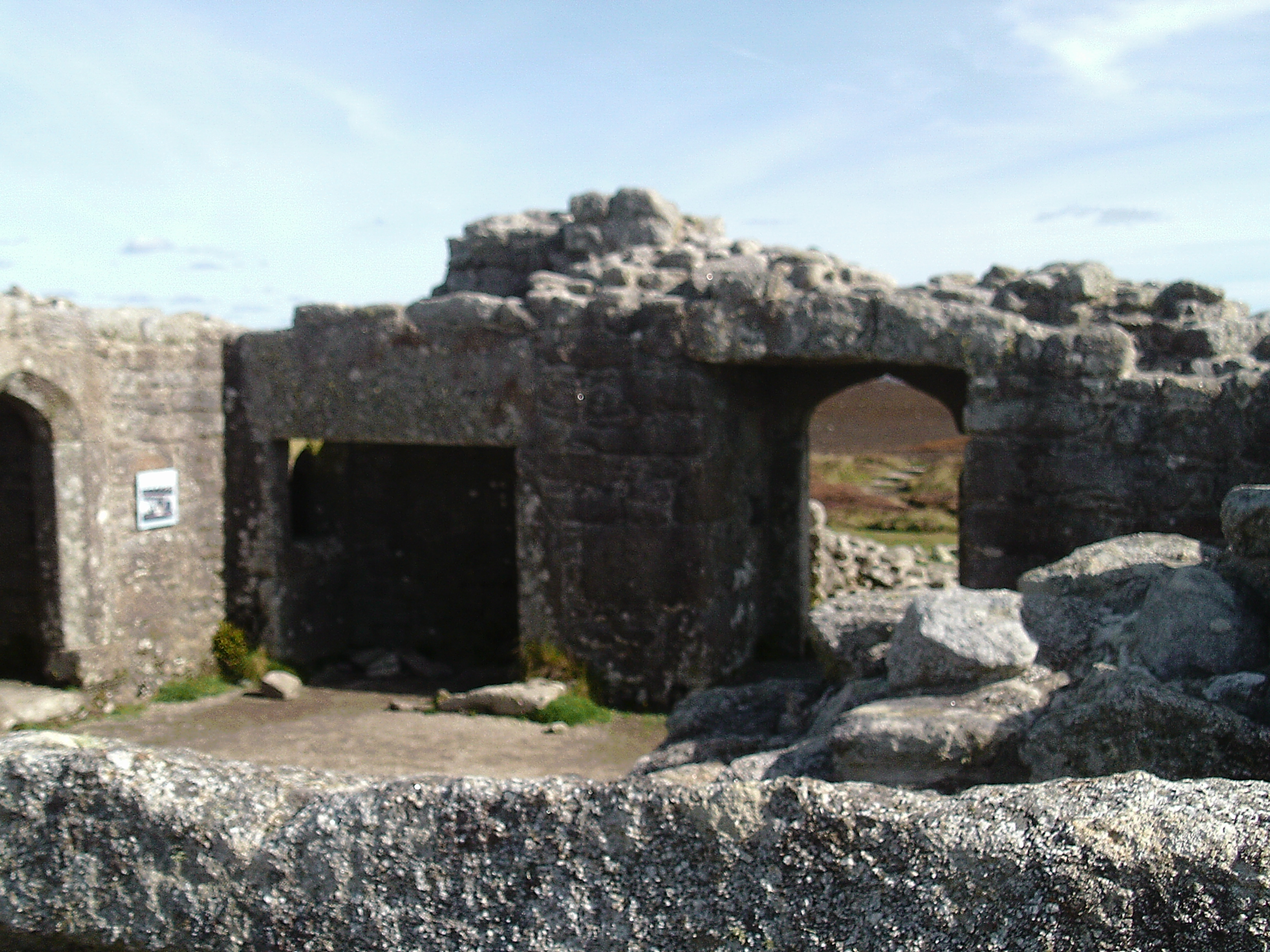
Keuken
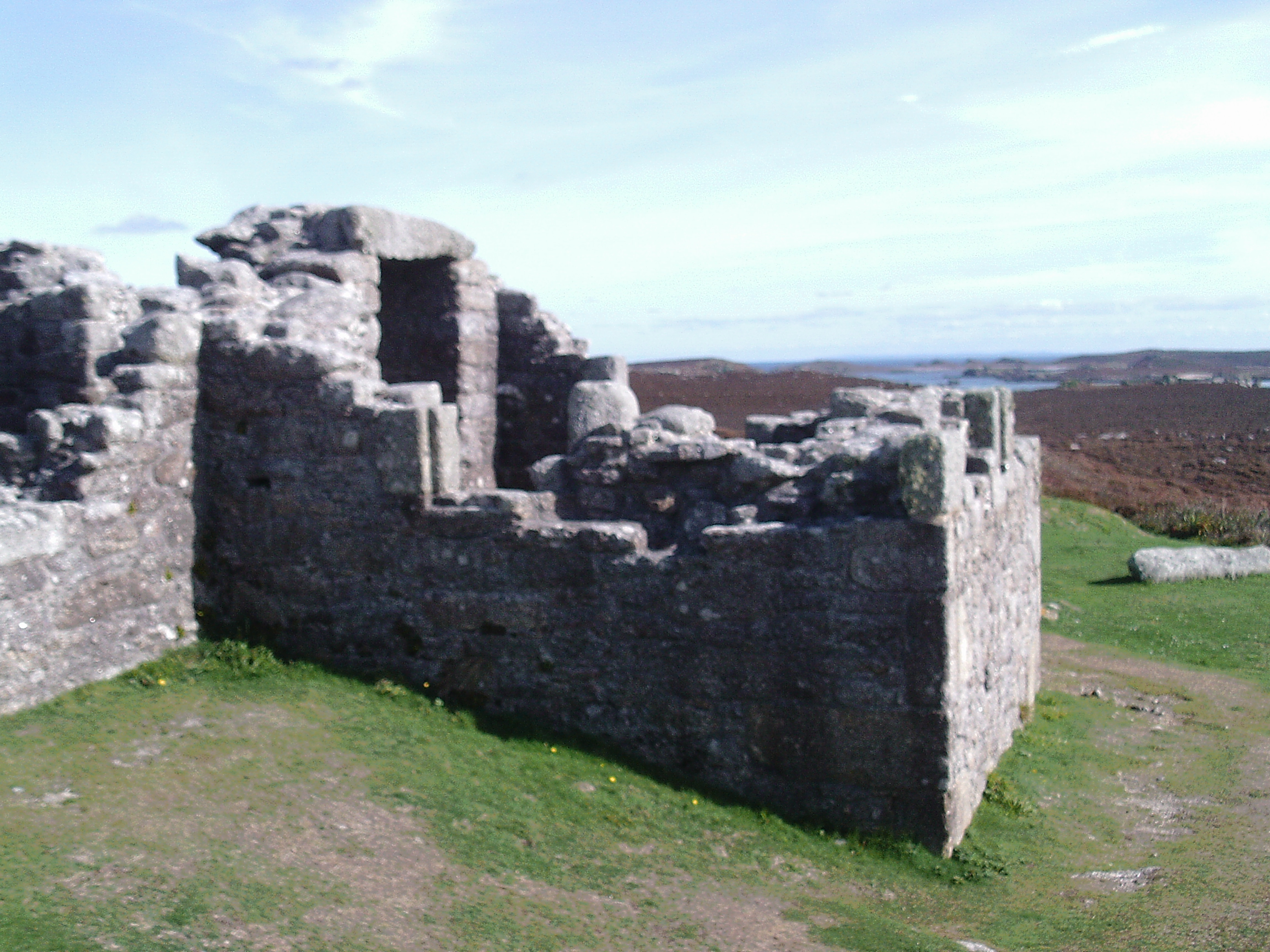
Zuidelijk slaapvertrek
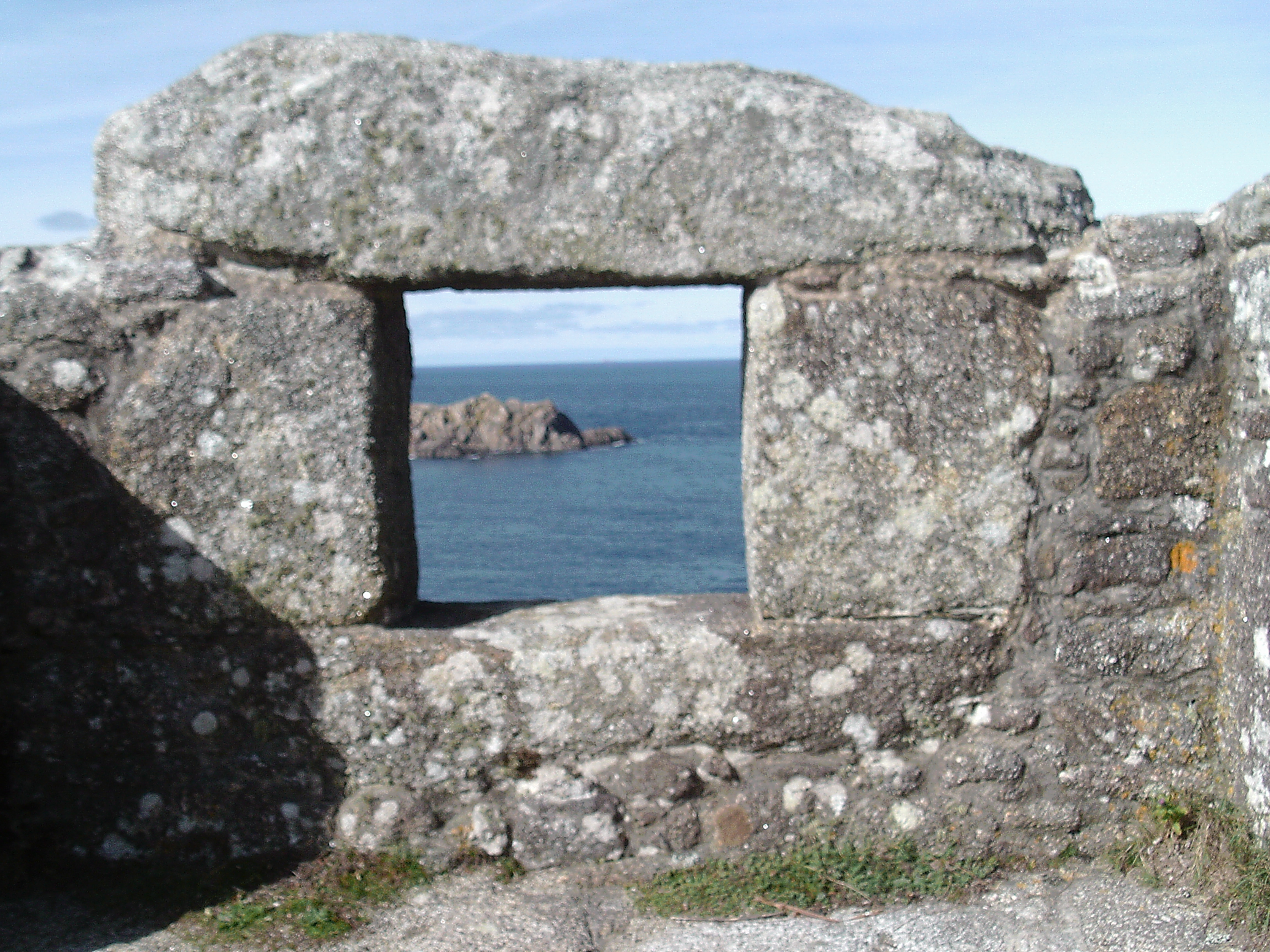
Noordelijk raam
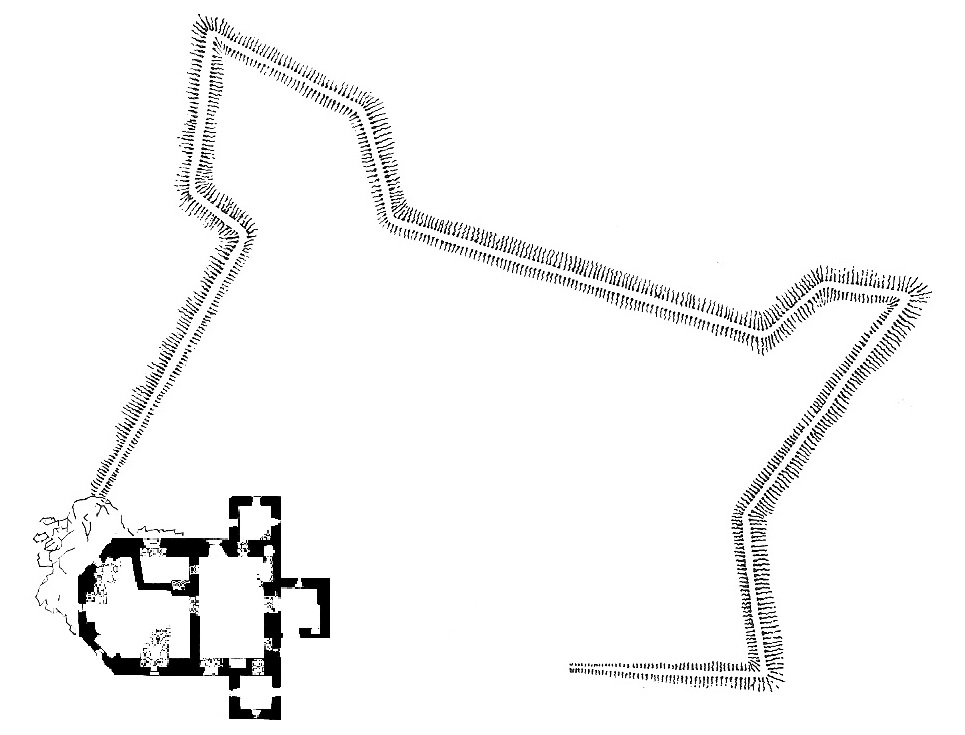
Verloop van de aarden wal
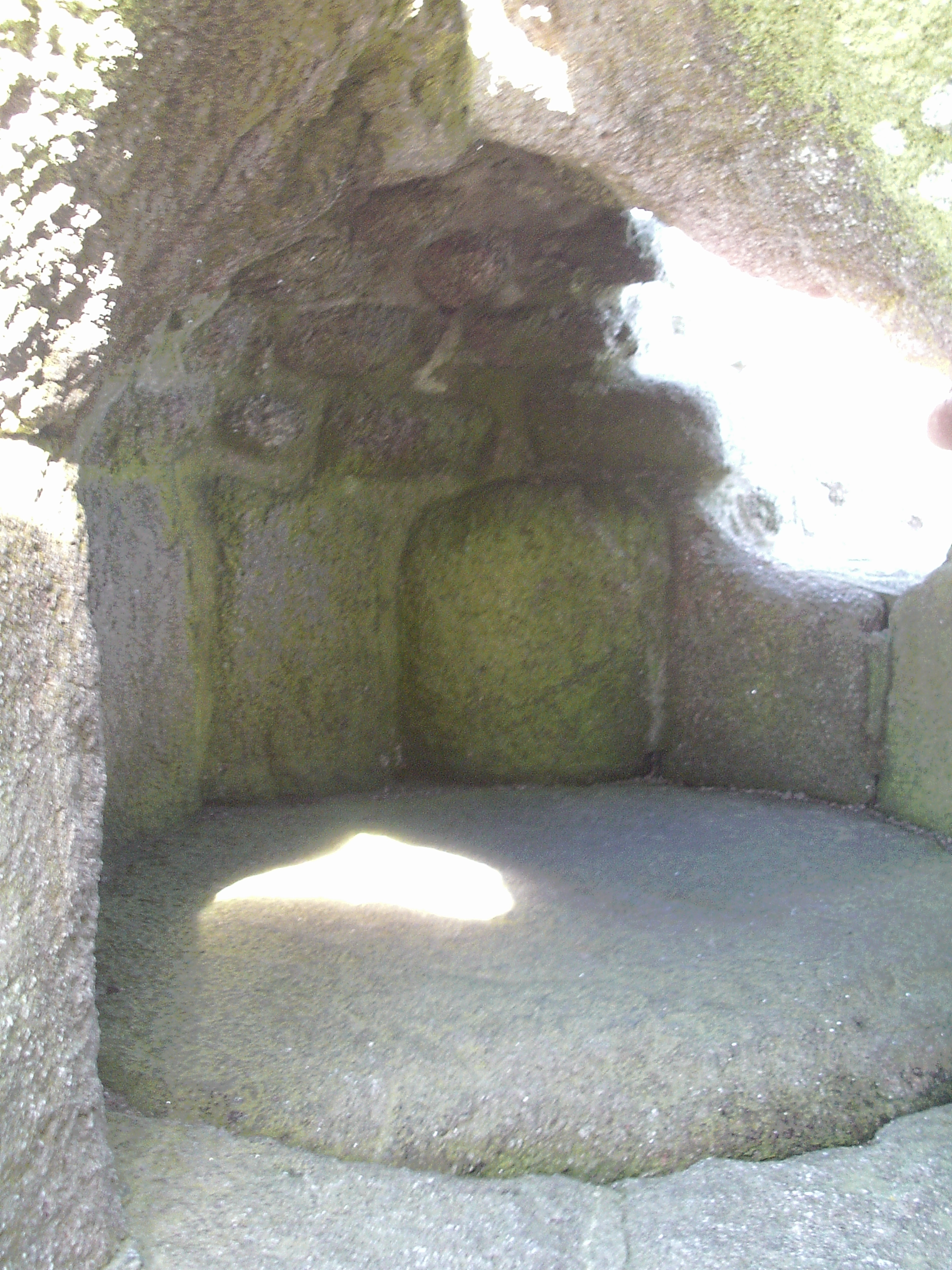
Broodbakoven
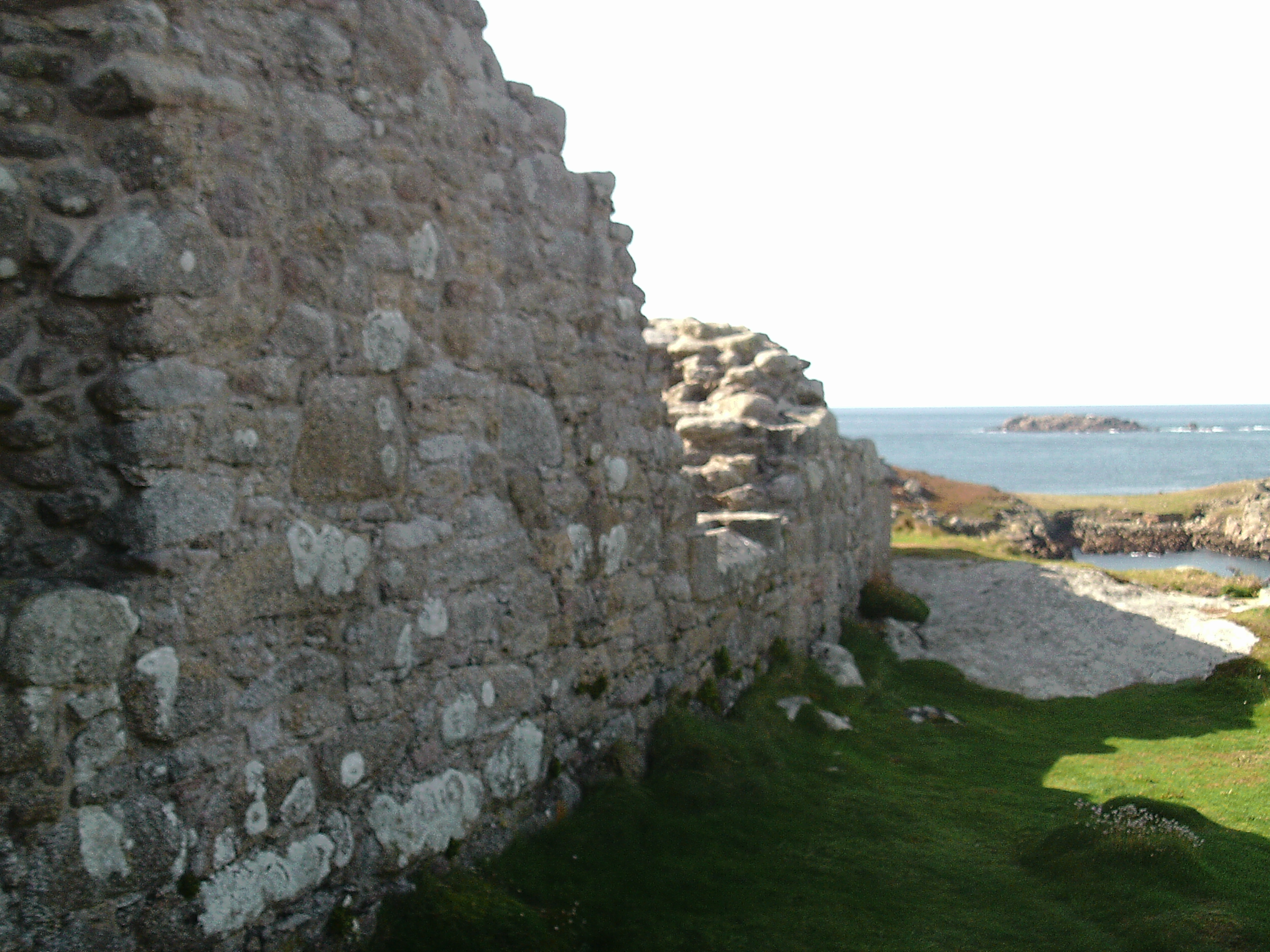
Zuidelijke muur
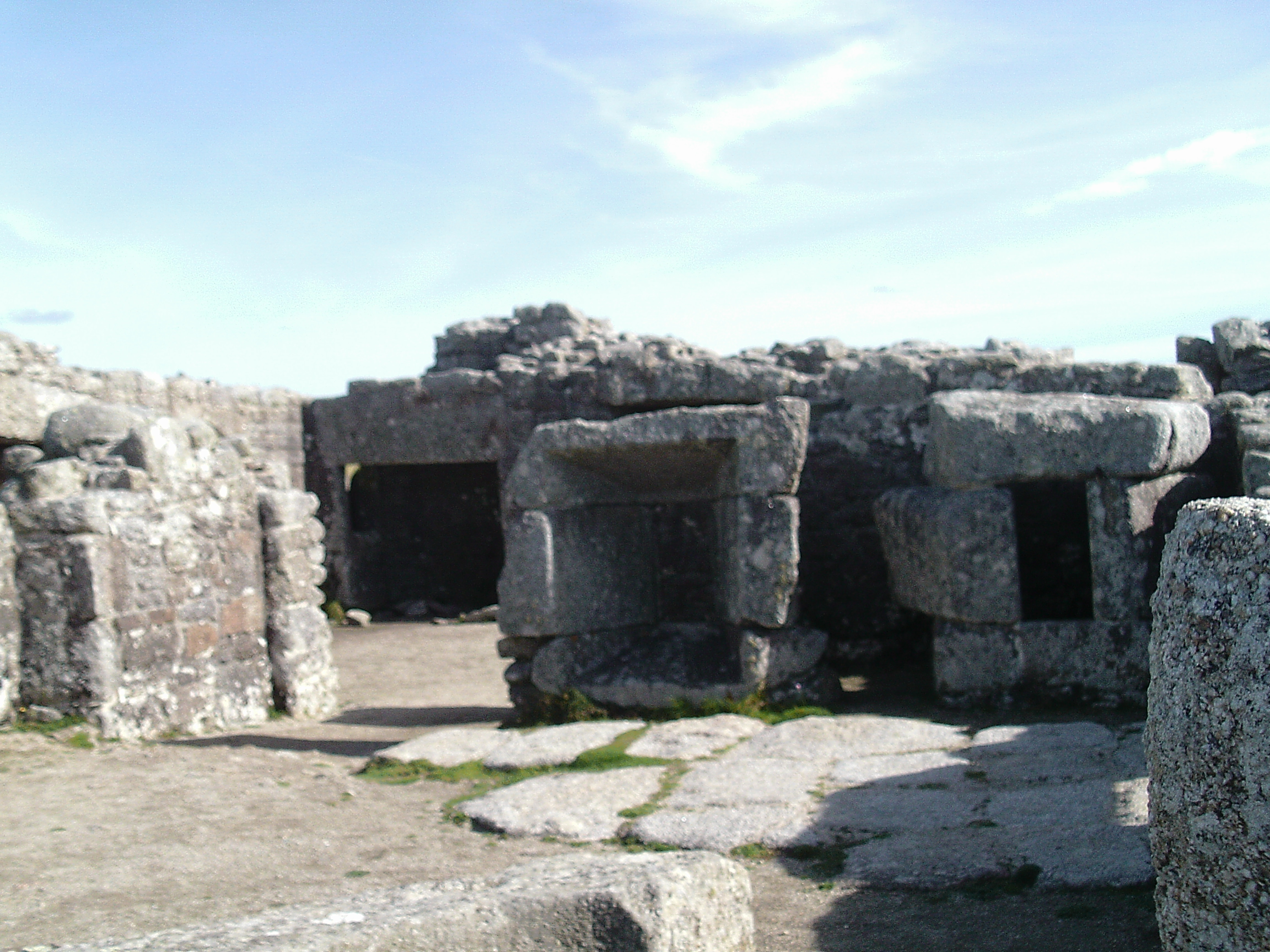
Schietgaten van de verdwenen 2de etage